# 卡布爾 (密蘇里州)
卡布爾（英語：Cabool）是位於美國密蘇里州德克薩斯縣的城市。

## 人口
根據2020年美國人口普查的數據，卡布爾的面積為10.26平方千米，當中陸地面積為10.10平方千米，而水域面積為0.16平方千米。當地共有人口1946人，而人口密度為每平方千米190人。